# Роуд Атланта
Роуд Атланта (англ. Road Atlanta) — кольцевая гоночная трасса в городе Брэйзелтон, штат Джорджия, США. Построена в 1969 году и сразу была включена в календарь Канадо-Американского кубка. Первая гонка прошла 13 сентября 1970 года. В 1970-е годы на ней проводились этапы множества чемпионатов, включая Кан-Ам, Формулу-5000, IMSA и Транс-Ам. В ноябре 1996 года трассу приобрёл американский бизнесмен Дон Паноз, который реконструировал её по стандартам ФИА и организовал в 1998 году 1000-километровую гонку на автомобилях класса LMP. Со следующего года эта гонка каждый сезон входила в календарь серии ALMS.

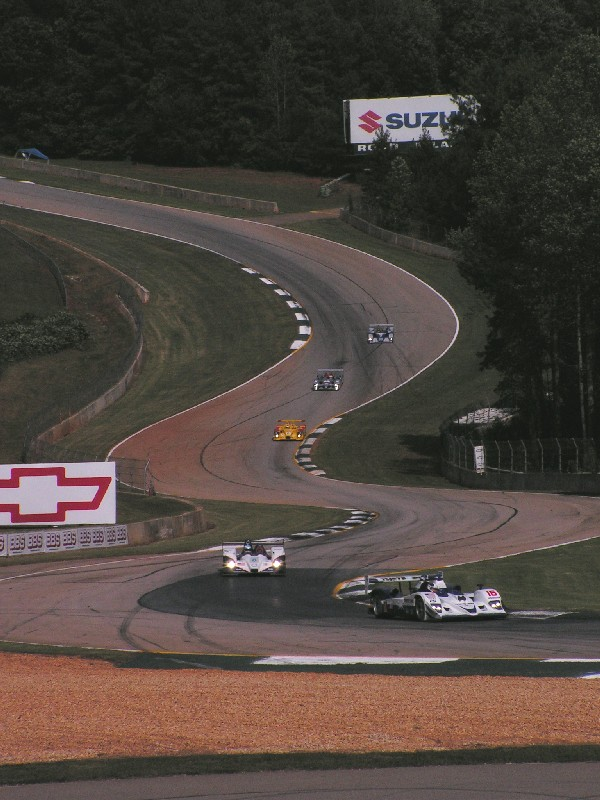
Этап серии ALMS 2006 года
на автодроме Роуд Атланта